# Czeski Uniwersytet Rolniczy w Pradze
Czeski Uniwersytet Rolniczy w Pradze (cz. Česká zemědělská univerzita v Praze – ČZU) – czeska uczelnia publiczna z siedzibą w Pradze. Została założona w 1952 roku.
W 2018 roku funkcję rektora objął Petr Sklenička.